# Petit lac des Esclaves
Le petit lac des Esclaves (anglais : Lesser Slave Lake) est un grand lac situé dans la région du centre de l'Alberta, au Canada, au nord-ouest d'Edmonton. Il est le deuxième plus grand lac situé exclusivement à l'intérieur du territoire de l'Alberta, couvrant une superficie de 1 160 km2. Il mesure plus de 100 km de long et 15 km de large au maximum. Le petit lac des Esclaves a une profondeur moyenne de 11,4 m et une profondeur maximale de 20,5 m. Il se déverse à l'ouest dans la rivière Athabasca à travers la petite rivière des Esclaves.

## Source
- (en) Cet article est partiellement ou en totalité issu de l’article de Wikipédia en anglais intitulé « Lesser Slave Lake » (voir la liste des auteurs).